# Castelo de Dirleton

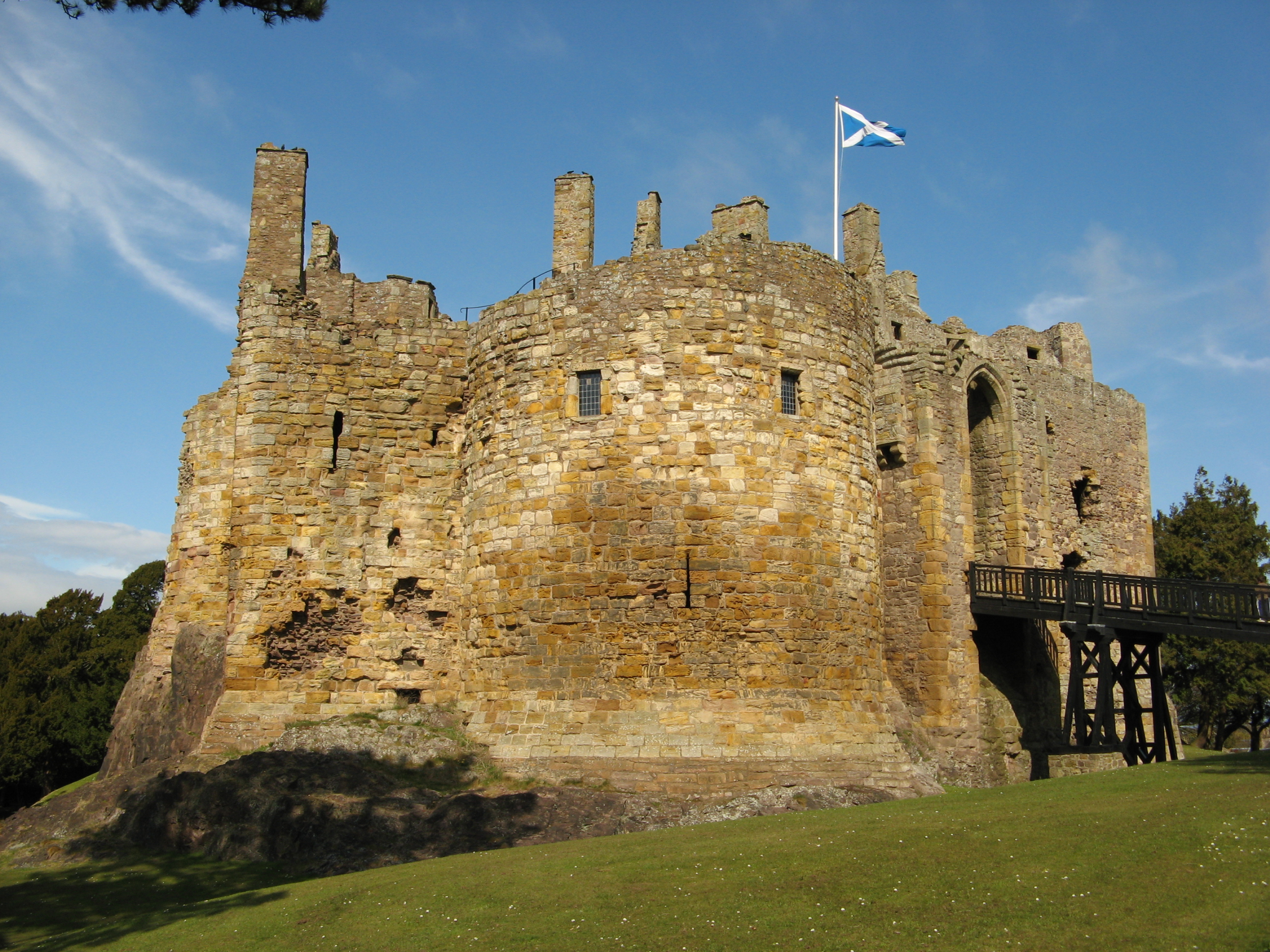
Castelo de Dirleton, Escócia.

O Castelo de Dirleton localiza-se na vila de mesmo nome, a Oeste de North Berwick, na Escócia.
Orgulha-se de seu jardim, remontando provavelmente aos seus primeiros dias, como uma residência fortificada medieval.
Atualmente apresenta uma colorida mistura de jardins clássicos e culturas contemporâneas, como atestado no Guinness World Records Book: a mais longa borda herbácea do mundo.
Encontra-se classificado na categoria "A" do "listed building" desde 5 de fevereiro de 1971.